# Gens Sentia
Die gens Sentia (deutsch Sentier, Gentilname Sentius) waren ein römisches Geschlecht (gens).
Die Sentier tauchen um 100 v. Chr. zum ersten Mal in den Quellen auf und wurden insbesondere durch Gaius Sentius Saturninus, Konsul des Jahres 19 v. Chr. und ein wichtiger Vertrauter des Augustus, politisch bedeutsam.

## Bekannte Namensträger
- Gaius Sentius, Statthalter von Makedonien Anfang des 1. Jahrhunderts v. Chr.
- Gaius Sentius Saturninus (Konsul 19 v. Chr.), römischer Politiker und Feldherr der augusteischen Zeit
- Gaius Sentius Saturninus (Konsul 4), römischer Politiker, Konsul 4 n. Chr.
- Gnaeus Sentius Aburnianus, römischer Suffektkonsul 123
- Gnaeus Sentius Saturninus (Konsul 41), römischer Konsul
- Gnaeus Sentius Saturninus (Suffektkonsul 4), römischer Politiker, Suffektkonsul 4 n. Chr.
- Sentia Secunda, Glasmacherin des 2. Jahrhunderts in Aquileia
- Sextus Sentius Caecilianus, römischer Suffektkonsul unter Vespasian